# گیلرمو مولینز
گیلرمو مولینز (انگلیسی: Guillermo Molins؛ زادهٔ ۲۶ سپتامبر ۱۹۸۸) بازیکن فوتبال اهل سوئد است.
وی همچنین در تیم‌های ملی فوتبال زیر ۱۹ سال سوئد، زیر ۲۱ سال سوئد، و سوئد بازی کرده‌است.